# Najat Saliba

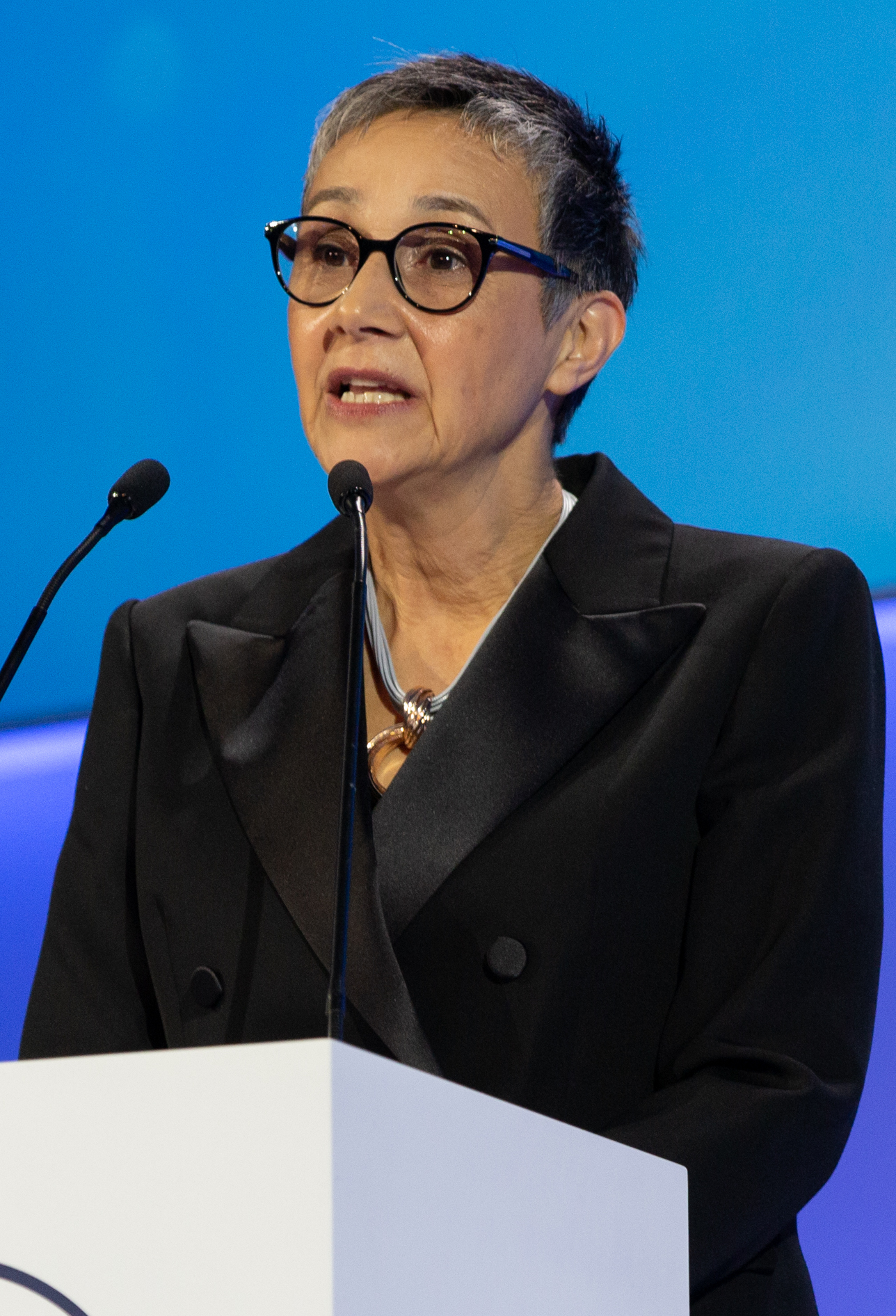
Najat Aoun Saliba

Najat Aoun Saliba (arabisch نجاة عون صليبا, DMG Naǧāh ʿAun Ṣalībā geboren 1966 in Damur, Libanon) ist eine libanesische Chemikerin und Umweltaktivistin. Sie ist Professorin für Analytische Chemie und Atmosphärenchemie an der Amerikanischen Universität Beirut (AUB). Von 2013 bis 2020 war sie Direktorin des Naturschutzzentrums der Amerikanischen Universität Beirut (AUB).

## Leben

### Jugend und Ausbildung
Saliba wuchs naturnah auf einer Bananenfarm in Damur im Libanon auf. Als der Libanesische Bürgerkrieg ihre Familie zwang, nach Beirut zu ziehen, begann sich Saliba für Möglichkeiten zu interessieren, die Luftverschmutzung einzudämmen. Sie studierte an der Libanesischen Universität, wo sie 1986 den Bachelor machte. Wegen des Graduiertenstudiums zog sie in die Vereinigten Staaten von Amerika und erwarb 1994 den Master an der California State University, Long Beach. Sie promovierte 1999 in Physik an der University of Southern California über Wasserverschmutzung und Katalyse und war Postdoktorandin an der University of California, Irvine.

### Forschung und Karriere
2001 kehrte Saliba in den Libanon zurück, als sie zum Assistent Professor für Analytische Chemie an der Amerikanischen Universität Beirut (AUB) berufen wurde. Seit 2011 hat sie eine Professur am Chemischen Institut der Fakultät für Kunst und Naturwissenschaften inne. Sie war 2002 an der Gründung des Ibsar Nature Conservation Center for Sustainable Futures beteiligt mit dem Ziel die biologische Vielfalt des Libanon zu schützen. Sie ist bis heute die Direktorin des Ibsar, das inzwischen in Nature Conservation Center umbenannt wurde und zur AUB gehört. Saliba gründete dort außerdem das Atmosphärische und Analytische Labor und übernahm dessen Leitung. In den ersten Jahren ihrer Karriere kämpfte sie darum, Chemikalien zu bekommen, da die Mehrheit der westlichen Unternehmen nicht in den Libanon lieferten, aus Angst, dass die Chemikalien zur Herstellung von Waffen verwendet würden.
Ihre Forschung befasste sich mit Umweltschadstoffen im Libanon und im Nahen Osten. Saliba untersuchte die giftigen und krebserregenden chemischen Bestandteile von elektronischen Zigaretten und Wasserpfeifen. Sie war die erste, die Verbindungen wie Formaldehyd in Wasserpfeifen nachwies, und zeigte, dass elektronische Zigaretten Kohlenmonoxid erzeugen können. Sie ist Mitglied des Centers for the Study of Tobacco Products an der Virginia Commonwealth University. Saliba ist in den Vereinigten Staaten von Amerika Mitglied eines Projekts des National Institutes of Health, das die Auswirkungen des Shisha-Rauchens untersucht. Sie bekam einen Zuschuss in Höhe von 2,8 Millionen US-Dollar zur Entwicklung von Computermodellen für die Analyse der Tabaktoxizität. Saliba trug zu den Luftqualitätsexpertentreffen der Weltgesundheitsorganisation bei. In einer ihrer Arbeiten verglich und analysierte sie Luftproben speziell im Zusammenhang mit Waldbränden aus Beirut und Los Angeles, wo sie Schlussfolgerungen über die Unterschiede und Ähnlichkeiten dieser Länder in Bezug auf die Luftverschmutzung zog.
Sie baute die erste libanesische Luftschadstoffdatenbank auf und kümmerte sich um die Verbrennung von Abfällen unter freiem Himmel. Sie zeigte auf, dass diese Verbrennung die Menge an Karzinogenen in der Luft um 2.300 % erhöhen kann. Sie ermittelte eine Vielzahl von Giftstoffen, die bei der Verbrennung von Abfällen erzeugt werden, und maß ihre Konzentration auf dem Dach eines vierstöckigen Wohnhauses in Beirut. Sie identifizierte Feinstaub und polyzyklische aromatische Kohlenwasserstoffe sowie Blei, Cadmium, Titan und Arsen aus der Metallverbrennung. Saliba trug zu einem Führer des städtischen Abfalls der Amerikanischen Universität Beirut bei. Sie erstellte internationale Protokolle für die chemischen Untersuchungen von Wasserleitungen. Saliba entwickelte innovative Materialien und Methoden zur Untersuchung von Luftschadstoffen. Im Jahr 2018 wurde das Nature Conservation Center der AUB als eine der am stärksten beeinflussenden Organisationen in der Regenerationsbewegung ausgewählt.
Saliba ist Redakteurin bei PeerJ.

### Politisches Engagement
Nach der Explosion des Getreidespeichers im Beiruter Hafen am 4. August 2020 untersuchte Saliba die Auswirkungen auf die Luftschadstoffe in der Stadt Beirut. Sie warnte vor potenziell gefährlichen Chemikalien und Schadstoffen und forderte die Menschen in Beirut auf, die notwendigen Vorsichtsmaßnahmen zu treffen. Sie wurde daraufhin Mitbegründerin und Direktorin von Khaddit Beirut und gründete mit Unterstützung der Weltgesundheitsorganisation die Umweltakademie.

## Preise und Auszeichnungen
- 2016 Preis des libanesischen National Council for Scientific Research (CNSR) in der Kategorie Environmental Sciences[23]
- 2018 mit Alan Shihadeh für das Fakultätsteam des VCU Center für Studien über Tabakprodukte (CSTP): Preis der American Psychological Association (APA) für interdisziplinäre Teamforschung[24]
- 2019 L'Oréal-UNESCO For Women in Science Award[11]
- 2019 Nationaler Zedern-Orden[25]
- 2019 100 Women (BBC), Auszeichnung für Frauen in der Wissenschaft (For Women in Science)[26]

## Veröffentlichungen
- Oxidation of Pt and Sn/Pt alloy surfaces and the thermal stability of the oxides produced. Dissertation. University of Southern California, 1999, OCLC 44159248 (englisch).
- mit Michele Citton, Sofie Croonenberg, Anwar El Shami, Ghina Chammas, Sammy Kayed, Majdi Abou Najm, Hani Tamim, Salah Zeineldine, Maha Makki: Multisource Groundwater Contamination under Data Scarcity: The Case Study of Six Municipalities in the Proximity of the Naameh Landfill, Lebanon. Grundwasserverschmutzung mehrerer Quellen bei Datenknappheit: Die Fallstudie von sechs Gemeinden in der Nähe der Mülldeponie Naameh, Libanon. In: Water. Nr. 12, 1. Mai 2020, S. 1358, doi:10.3390/w12051358 (englisch).